# Vingt Mille Dollars tachés de sang
Pour plus de détails, voir Fiche technique et Distribution.
Vingt Mille Dollars tachés de sang (Ventimila dollari sporchi di sangue) est un western spaghetti hispano-italien réalisé par Alberto Cardone et sorti en 1969.

## Synopsis
L'ancien shérif alcoolique Fred Leinster est engagé pour payer la rançon de l'enlèvement d'un garçon.

## Fiche technique
Sauf indication contraire, les informations mentionnées dans cette section peuvent être confirmées par la base de données cinématographiques IMDb,  présente dans la section « Liens externes ».
- Titre français : Vingt Mille Dollars tachés de sang ou Kidnapping[1]
- Titre original italien : Ventimila dollari sporchi di sangue ou Kidnapping! Paga o uccidiamo tuo figlio[2]
- Titre espagnol : Forajidos implacables[3]
- Réalisation : Alberto Cardone (sous le nom d' « Albert Cardiff »)
- Scénario : Vittorio Salerno, Ugo Guerra (it)
- Photographie : Mario Pacheco
- Montage : Cleofe Conversi
- Musique : Michele Lacerenza (it)
- Décors : Jaime Pérez Cubero
- Costumes : José Luis Galicia
- Effets spéciaux : Eros Bacciucchi, Giovanni Bacciucchi
- Production : Ugo Guerra (it)
- Société de production : Atlántida Films, Daiano Film, Leone Film
- Pays de production :  Italie -  Espagne
- Langue originale : italien
- Format : Couleur par Eastmancolor - 2,35:1 - Son mono - 35 mm
- Durée : 96 minutes (1 h 36[2])
- Genre : Western spaghetti
- Dates de sortie :
  - Italie : 7 août 1969
  - Espagne : 13 avril 1970
  - France : 26 mai 1971[1]

## Distribution
- Brett Halsey (sous le nom de « Montgomery Ford ») : Fred Leinster
- Germano Longo (sous le nom de « Herman Lang ») : Sheriff Bill Cochran
- Fernando Sancho : Manuel
- Eugenio Battisti : Jerry
- Teresa Gimpera : Jane
- Marco Gobbi
- Andrea Fantasia : Miller
- Antonio Casas : Juan
- Gino Marturano : Chaco
- Claudio Trionfi : L'assistant de Manuel
- Adalberto Rosseti
- Renato Rossini (sous le nom de « Howard Ross ») : Hilfssheriff Johnny
- Francisco Sanz : Edward
- Antonio Gradoli : Jeff